# Caulophyllum robustum
Caulophyllum robustum är en berberisväxtart som beskrevs av Carl Maximowicz. Caulophyllum robustum ingår i släktet Caulophyllum och familjen berberisväxter. Inga underarter finns listade i Catalogue of Life.

## Bildgalleri

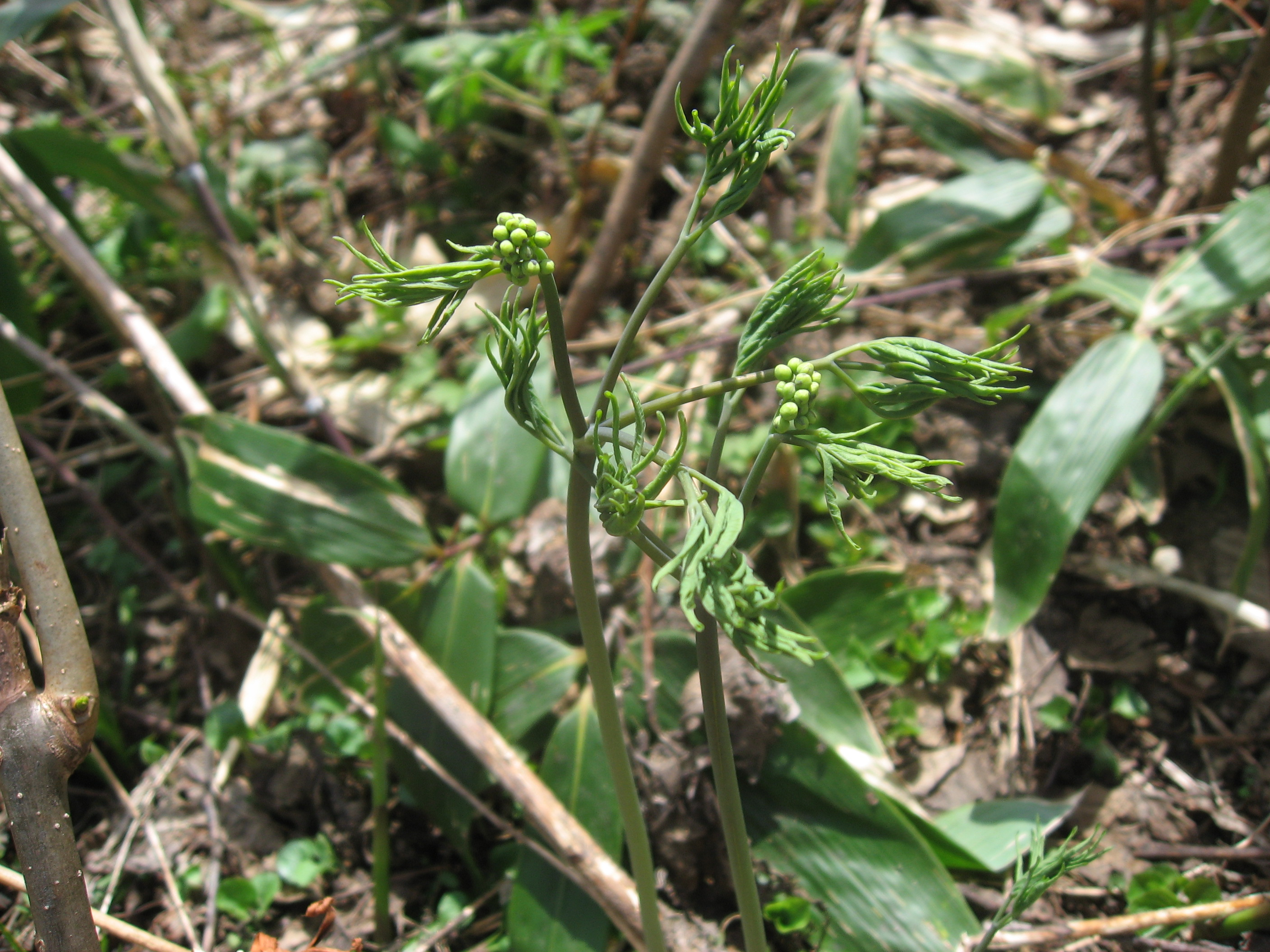
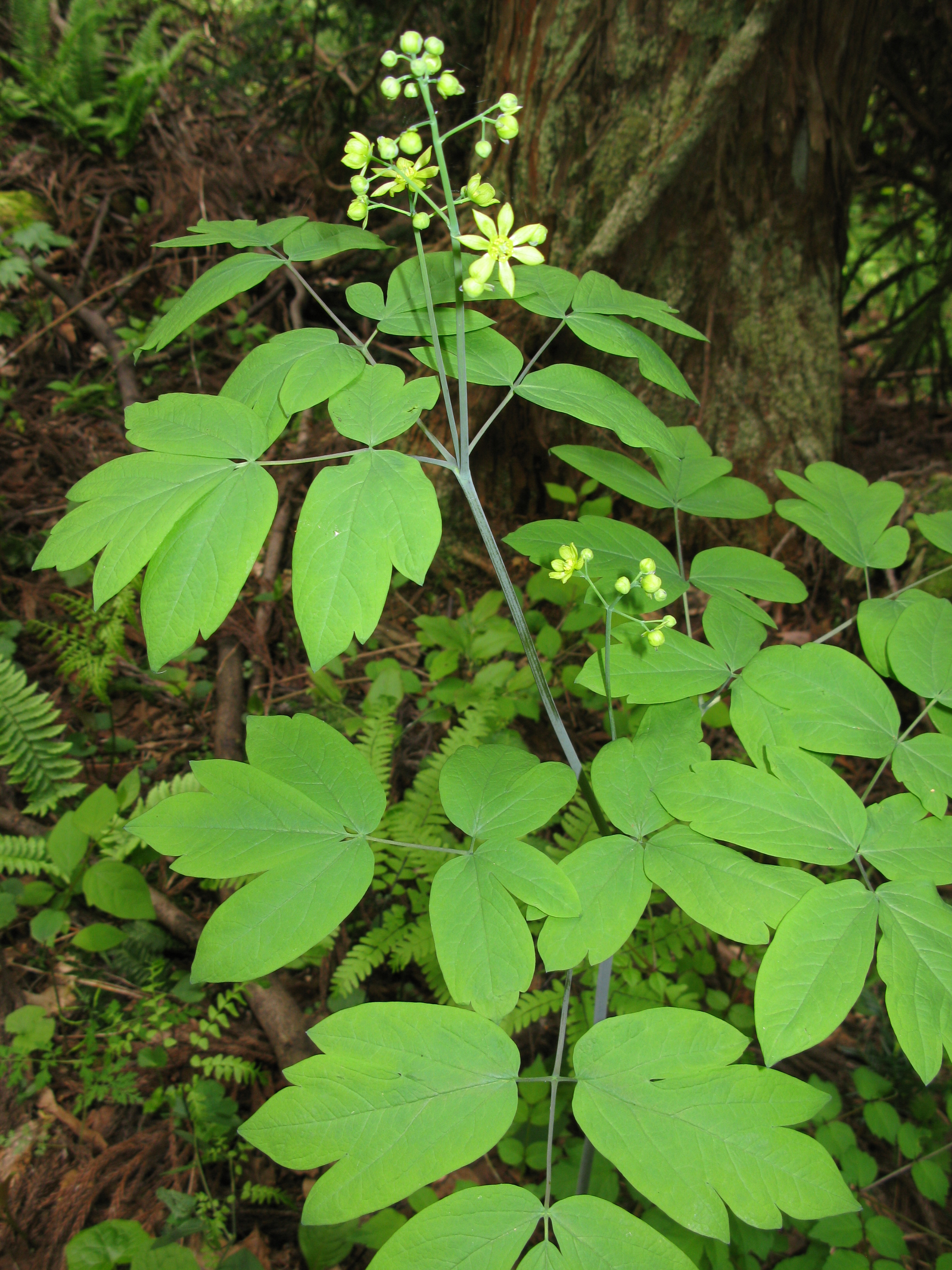
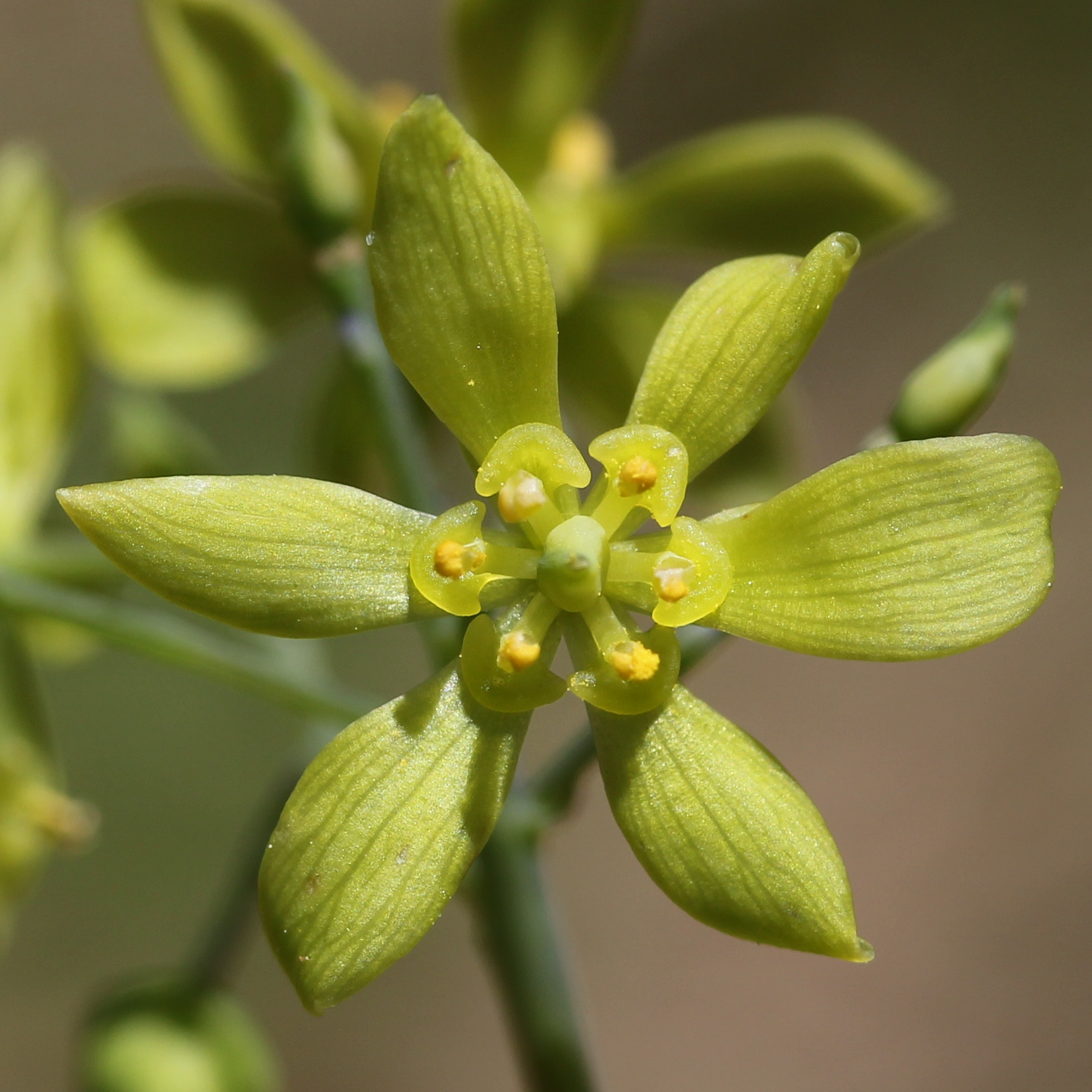
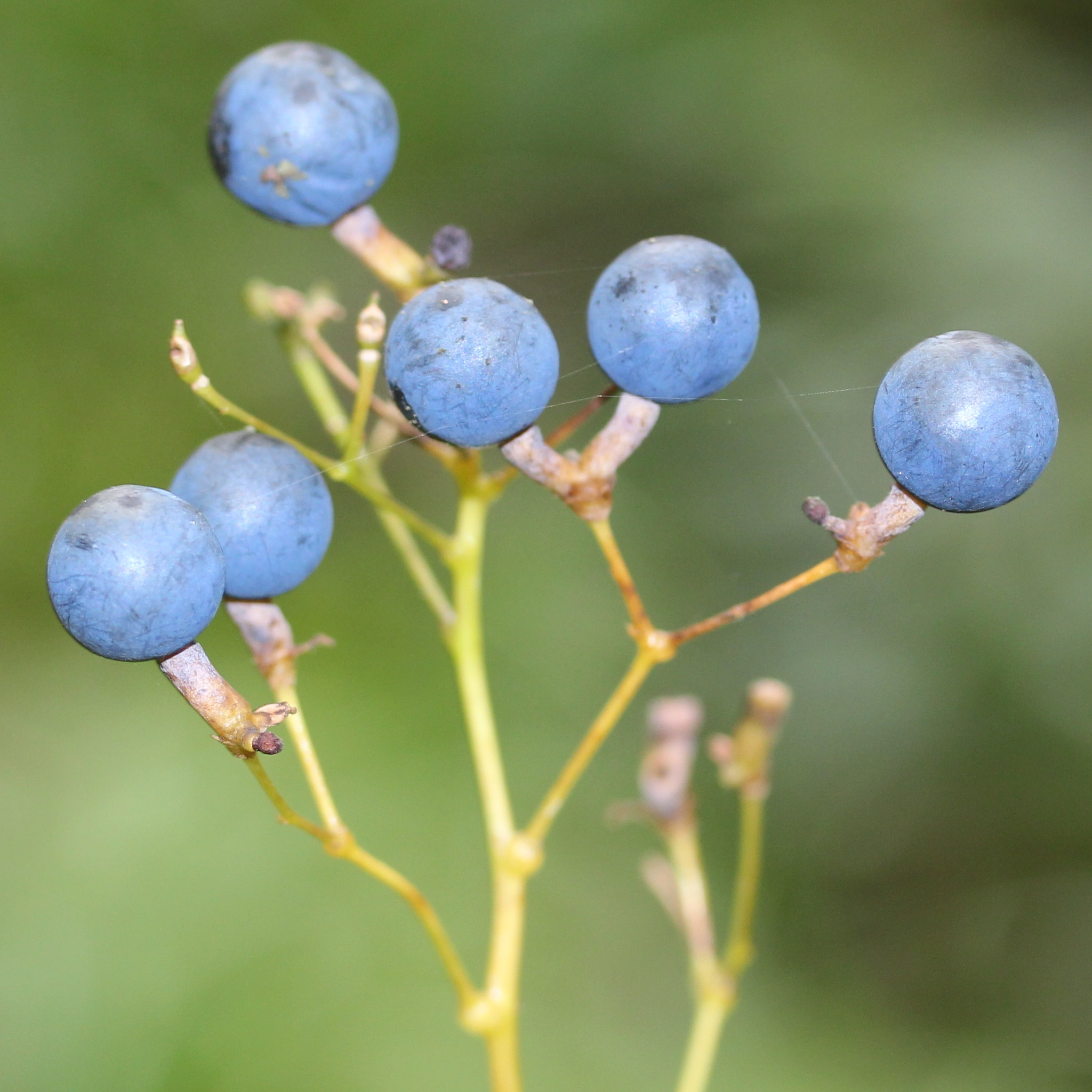